# Pripjaťské bažiny (protipartyzánská operace)
Pripjaťské bažiny (rusky Припятские болота, německy  Pripjat-sümpfe) byl krycí název pro operaci realizovanou od 19. července 1941 do 31. srpna 1941, která byla prováděna německými jednotkami. Původně byla naplánovaná jako kárná (trestná) protipartyzánská, ale také vojenská, operace zaměřená na partyzánské jednotky a zbytky rozbitých útvarů Rudé armády, které byly obklíčeny v území vymezeném Brestskou oblastí, Poleskou oblastí a Minskou oblastí. Ostří provedených akcí však nakonec bylo zaměřeno na osoby židovské národnosti a komunistické aktivisty z řad civilistů, proto bývá operace nazývána také jako Masakr v Pripjaťských bažinách.

## Výchozí podmínky a cíle operace
Územím Běloruska procházel hlavní nápor německých vojsk po napadení SSSR směrem na Moskvu a Leningrad, kde se nacházela hlavní centra sovětské moci. Tomu také odpovídala rozhodná obrana Rudé armády. Týlové oblasti, kterými se velká část Běloruska stala, tak trpěly špatnými životními podmínkami. Tuto situaci zhoršovaly skupiny marodérů z rozbitých útvarů sovětské armády po porážkách z roku 1941. V průběhu vojenských operací wehrmachtu mezi 22. červnem 1941 a 8. červencem 1941 se Němcům podařilo obsadit větší města v oblasti, zejména kolem hlavních komunikačních tras. Do odlehlých měst se jim podařilo dostat až po několika dalších týdnech. Díky tomu byla značná rozloha obsazeného území pouze pod formální kontrolou německých úřadů, ale ve skutečnosti zemí nikoho. Německé velení mělo obavy, že se toto území bez efektivní kontroly stane základnou, z níž budou v týlu armád útočit jak pravidelné jednotky Rudé armády, tak sovětští partyzáni.
Plán operace byl vytvořen dne 10. července 1941 v rámci jednání mezi Himmlerem a Erichem von dem Bach-Zelewskim, který byl zodpovědný za řízení pacifikačních operací na okupovaných částech Běloruska, a proto byl z titulu své funkce jmenován vrchním velitelem operace. Bažinatý terén, lesy a nerozvinutá silniční infrastruktura v dotčeném území nahrávala partyzánskému, či záškodnickému, způsobu vedení války. Charakteristika terénu vylučovala použití motorizovaných jednotek, a proto pro provedení klíčových částí operace byly vybrány jízdní útvary. Kavalérie byla považována za typ zbraně, který byl nejvhodnější vzhledem ke specifičnosti operační oblasti a povaze plánovaných činností. Pro její provedení byla vybrána 1. jízdní brigáda SS, jejímž velením byl pověřen Hermann Fegelein. Ten rozdělil operační území na dvě části oddělené řekou Pripjať, přičemž 1. jízdní pluk SS obsadil severní polovinu a 2. jízdní pluk SS jižní část. Vojenské jednotky wehrmachtu měly asistovat při uzávěře území.
Součástí operačních sil byla i Einsatzgruppen B, která měla za cíl provedení likvidace všech skutečných nebo domnělých odpůrců německé nadvlády. Což v roce 1941 znamenalo především komunistické aktivisty nebo Židy, kteří byli členy komunistické strany nebo byli zaměstnáni v sovětském státním aparátu. V oblasti ležící v blízkosti německých hranic se také nacházeli četní židovští uprchlíci z německé okupační zóny a četné židovské komunity, které se také staly oběťmi operace. Byl vydán rozkaz zastřelit všechny Židy ve věku 17 až 45 let, u kterých bylo prokázáno, že jsou lupiči. V průběhu operace zvláštní rozkaz říšského vůdce SS Heinricha Himmlera z 28. července 1941 nařizoval, aby byly zničeny vesnice, ve kterých se německé síly střetnou s odporem, byly zastřeleny všechny osoby spolupracující nebo podporující partyzány a byly zabaveny potraviny i dobytek. Vůči osobám projevujícím sympatie k německé věci bylo naopak nařízeno postupovat šetrně a bylo povoleno tyto osoby částečně ozbrojit.

## Nasazené síly

### Německé okupační síly
Operace se zúčastnily následující útvary:
- 1. jízdní brigáda SS (německy SS-Kavallerie-Brigade) pod vedením Hermanna Fegeleina (na konci července 1941 bylo v brigádě 3 970 vojáků),
- 162. pěší divize wehrmachtu (německy 162. Infanterie-Division (Wehrmacht)) pod velením Hermanna Franke,
- 252. pěší divize wehrmachtu (německy 252. Infanterie-Division (Wehrmacht)) pod velením Diethera von Boehm-Bezing,
- Einsatzgruppen B.

### Sovětské síly
Sovětské oddíly v oblasti nepředstavovaly centrálně řízenou sílu a jednalo se o zbytky útvarů Rudé armády, nebo vznikající ozbrojené skupiny sovětských partyzánů. S ohledem na panující chaos způsobený ústupem Rudé armády je stanovení přesného počtu nebo identifikace útvarů prakticky nemožná.

## Průběh operace
Jezdecké pluky SS z jízdní brigády byly přiděleny pod přímé velení Ericha von dem Bach-Zelewského dne 19. července 1941, což se považuje za začátek operace. Dne 27. července 1941 vydal Hermann Fegelein vojákům SS podrobnější instrukce, v nichž je informoval, že jejich úkolem bude likvidace kriminálních živlů. Rozkaz stanovil, že uniformovaní vojáci Rudé armády budou zajati, zatímco nepřátelští vojáci, kteří přišli o uniformy a odznaky, a také ozbrojení a sabotující civilisté měli být zastřeleni. Ženy, děti a dobytek měly být odstraněny z pacifikovaných vesnic. Oficiální rozkaz k provedení operace vydal Himmler dne 28. července 1941 a stejného dne je zaznamenána první akce proti civilnímu obyvatelstvu. Dne 30. července 1941 bylo zahájeno faktické provedení operace.
Pročesávací akce probíhaly podle jednotného vzoru, kdy vesnice nebo malá městečka byla obklíčena jízdou SS obvykle v síle čety. Místní strarosta byl vyzván, aby označil židovské obyvatele a komunisty. Poté zatýkací skupiny po dvou až třech mužích provedly zatčení takto označených osob. Zajištěné osoby byly vyvedeny z města, podrobeny výslechu a podle výsledku propuštěny nebo zastřeleny. Jízdní pluky SS postupovaly do východu na západ přes jim přidělené území a podávaly denní zprávy o počtu zabitých a zajatých lidí. Nasazené jednotky pročesávaly krajinu následujícím způsobem:
- Vojska 1. jízdního pluku SS postupovala z Baranovičy ve směru Ljachaviči – Hancavičy – Baranovičy – Ivacevičy – Bjaroza – Pružany územím na jih, jihovýchod a jihozápad k řece Pripjať.
- Vojska 2. jízdního pluku SS postupovala z Lucku ve směru Drahičyn – Ivanava – Luniněc – Pinsk a prohledávala území jižně od řeky Pripjať.

Obě jízdní jednotky nepůsobily jako ucelené uskupení, ale byly rozděleny do samostatně operujících oddílů. Obě jezdecké skupiny postupovaly směrem k sobě, dokud se nedostaly do kontaktu. V případě většího odporu, či střetnutí se silným protivníkem jim měly poskytnout asistenci pěší divize wehrmachtu. Tyto divize se v průběhu operace omezily na uzavření obkličovacího kruhu a do bojů tak nezasáhly.
Velitel 1. jízdního pluku Gustav Lombard neváhal aktivně plnit rozkazy o likvidaci civilistů včetně žen a dětí. Velitel 2. jízdního pluku SS-Sturmbannführer Franz Magill nechal zabíjet pouze bandity, osoby podezřelé z pomoci nebo příslušnosti k partyzánům, ale ostatní obyvatele ušetřil. Oba velitelé však neváhali odsunout do bažin ženy a děti. Tuto akci Erich von dem Bach-Zelewski hájil tím, že šlo o záchranu asi deset tisíc Židů tím, že jim poradil, aby se schovali v pripjaťských bažinách, odkud se budou moci dostat k ruským pozicím.
Do dne 3. srpna 1941 vojáci 1. jízdního pluku SS zavraždili 3 000 Židů, 2. pluk hlásil zastřelení 173 lupičů, komunistů a Židů. Dne 3. srpna 1941 ve městě Chomsk provedly jednotky SS zabavování majetku, které se neobešlo bez masových vražd civilistů. Ve zprávě velitel Lombard uvedl, že Chomsk byl očištěn od všech nespolehlivých prvků, což znamenalo vyvraždění židovského obyvatelstva a komunistů. Počet zabitých se odhaduje na 1 300 osob včetně žen a dětí.
Dne 13. srpna 1941 v oblasti okolo městečka Starobin došlo k potyčce mezi protitankovou četou SS a vojáky Rudé armády, po které byla zlikvidována jejich lesní základna. Četa SS neutrpěla žádné ztráty, ale zabila 5 vojáků Rudé armády a 20 zranila.
Dne 15. srpna 1941 byla zahájena vyklízecí akce v Polesí. Židé byli zatýkáni a vražděni pod záminkou, že jde o lupiče nebo partyzány. Při postupu podél železnice a čištění břehů řeky Pripjať se jednotky jízdních divizí SS dne 21. srpna 1941 střetly u Turova se sovětskými prapory včetně formujících se partyzánských útvarů. Brigáda v tomto střetu ztratila 23 zabitých a raněných, sovětská vojska utrpěla ztráty 600 až 700 zabitých a 10 zajatců.

## Výsledky operace
Během operace k větším vojenským střetům nedošlo, teror tak byl namířen vůči civilistům. Zpráva gruppenführera SS Ericha von dem Bach-Zelewskiho z 13. srpna 1941 uváděla 13 788 osob a 714 sovětských válečných zajatců zabitých během operace. Značný počet zabitých bylo židovské národnosti. Podle zprávy Hermana Fegelaina jeho brigáda zabila 14 178 Židů, 1 001 partyzánů a 699 vojáků Rudé armády. Německé síly vypálily v souladu s rozkazy větší množství vesnic, kde bylo obyvatelstvo podezřelé ze spolupráce s partyzány nebo ustupující Rudou armádou.
| Název sídla (rusky) | Přepis názvu   | Počet zabitých |
| ------------------- | -------------- | -------------- |
| Хотыничи            | Chotyniči      | 73             |
| Озераны             | Ozjerany       | 30             |
| Запесочье           | Zapěsočje      | 300            |
| Погост              | Pogost         | 69             |
| Ридча               | Ridča          | 26             |
| Сторожовцы          | Storožovcy     | 30             |
| Черничи             | Černiči        | 40             |
| Осташковичи         | Ostaškoviči    | 120            |
| Славань             | Slavaň         | 72             |
| Великая Гать        | Vělikaja Gať   | 123            |
| Святая Воля         | Svjataja Volja | 436            |
| Радецк              | Raděck         | 13             |
| Чадель              | Čadělj         | 38             |

Einsatzgruppe B, která koordinovala pohyb 2. jízdního pluku SS, provedla hromadné vyhlazování židovského obyvatelstva v Pinsku.

## Diplomatická dohra operace
V lednu 1942 se podařilo 4. úderné armádě Kalininského frontu ukořistit německý archív, který obsahoval poznámky a dokumenty velitelů jízdní brigády SS o průběhu operace. Dokumenty byly předány Stavce. Jeden z ukořistěných dokumentů byl Himmlerův radiogram Fegeleinovi, ve kterém požaduje přísnější represe vůči pomahačům partyzánů a jejich rodinám včetně jejich vytlačení do bažin. Sovětský ministr zahraničí Molotov formou diplomatické nóty dne 27. dubna 1942 tyto dokumenty adresoval všem zemím, které nejsou ve válce se SSSR, aby byla na mezinárodním fóru dokumentována krutost pacifikační operace.

## Další související události
V západním Polesí zůstalo po masakrech v létě 1941 naživu asi 80 000 Židů. Mezi zářím 1941 a červnem 1942 byli shromážděni v ghettech. Ne méně než tisíc jich bylo posláno do pracovních táborů. Mezi červencem 1942 až lednem 1943 byly ghetta a tábory zlikvidovány a většina zde pobývajících Židů byla zavražděna Němci a jejich spolupracovníky.
Po skončení války se Gustav Lombard, bývalý velitel 1. jízdního pluku, ocitl v sovětském zajetí. V roce 1955 byl propuštěn a vrátil se do západního Německa. V letech 1962 – 1970 byl vyšetřován pro zločiny spáchané v SSSR. Nakonec však žádné obvinění proti němu vzneseno nebylo.
V únoru 1964 začal před soudem v Braunschweigu proces s Franzem Magillem, bývalým velitelem 2. jízdního pluku, a dalšími čtyřmi obžalovanými, kteří byli obviněni z účasti na masových popravách. Po dvouměsíčním procesu byl Magill shledán vinným z nejméně 100 pokusů o vraždu a napomáhání k vraždě nejméně 5 254 lidí. Soud ho odsoudil k 5 letům vězení.